# Kristof Calvo
Kristof Calvo y Castañer (Rumst, 30 januari 1987) is een Belgisch politicus voor Groen.

## Levensloop
Calvo heeft een Spaanse vader uit Catalonië en een Belgische moeder. Hij groeide op in Willebroek en verhuisde in 2009 naar Mechelen. In datzelfde jaar studeerde hij af als master in de politieke communicatie aan de Universiteit Antwerpen. Van september 2007 tot september 2010 leidde hij de werking van Jong Groen!.

## Politieke carrière
Hij maakte zijn politieke debuut tijdens de Vlaams Parlementsverkiezingen van 7 juni 2009, als eerste opvolger op de Groen!-lijst voor het Vlaams Parlement in de provincie Antwerpen. Nadien werkte hij van 2009 tot 2010 als raadgever op het kabinet van de Brusselse staatssecretaris Bruno De Lille. Tijdens de federale verkiezingen van 13 juni 2010 nam hij opnieuw deel en werd hij verkozen in de Kamer van volksvertegenwoordigers. Bij zijn verkiezing was Calvo 23 jaar oud en daarmee het jongste rechtstreeks verkozen Kamerlid ooit in België. In 2014 en 2019 werd hij herkozen.
Op 14 oktober 2012 behaalde Calvo 1605 voorkeurstemmen bij de gemeenteraadsverkiezingen in Mechelen en werd zo als eerste van zes groenen op de Stadspartij (Open VLD/Groen/M+) verkozen voor een gemeenteraadszetel. Na de verkiezingen van 2018 bleef hij gemeenteraadslid en werd hij fractieleider van de VLD-Groen-M+-fractie in de Mechelse gemeenteraad.
Na de verkiezingen van mei 2014 werd Calvo Kamerfractieleider voor Groen/Ecolo, een functie die hij afwisselend uitoefende met een Ecolo-collega. Tussen 2014 en 2018 was dat Jean-Marc Nollet, van 2018 tot 2020 Georges Gilkinet en van 2020 tot 2021 Gilles Vanden Burre.
Bij de federale verkiezingen van mei 2019 trok Calvo de Groen-Kamerlijst in de kieskring Antwerpen. Hij werd herkozen als volksvertegenwoordiger met 39.216 voorkeurstemmen. Tijdens de vorming van de regering-De Croo werd hij meermaals genoemd als mogelijk minister en vicepremier, maar zijn partij koos uiteindelijk voor Petra De Sutter en Tinne Van der Straeten.
Calvo was bijna zeven jaar roterend fractieleider van de Groen-Ecolo-fractie in de Kamer, tot hij half februari 2021 een punt zette achter die verantwoordelijkheid om zich als Kamerlid meer te concentreren op inhoudelijke dossiers. Hij ging ook als fellow aan de slag op het Wetenschappelijk Bureau van de Nederlandse partij GroenLinks, waar hij een jaar lang bijdroeg aan projecten rond onder meer democratische vernieuwing.
In de Kamer concentreerde het inhoudelijke werk van Calvo zich vanaf 2021 vooral op sociaal beleid, werk, democratische vernieuwing, institutionele hervormingen en Europees beleid. Vanaf oktober 2022 was hij ondervoorzitter van de Kamer.
In juni 2024 was hij geen kandidaat meer voor een mandaat in de nationale politiek. Wel werd hij nog lijstduwer van de Henegouwse lijst van zusterpartij Ecolo voor de federale verkiezingen, om te benadrukken dat er over de taalgrens heen kan samengewerkt worden. De Ecolo-lijst behaalde echter geen enkele verkozene in Henegouwen. 
Na zijn vertrek uit de nationale politiek bleef Calvo actief in de lokale politiek van Mechelen. Na de gemeenteraadsverkiezingen van oktober 2024 werd hij er onder burgemeester Bart Somers eerste schepen, met de bevoegdheden Financiën, Cultuur en Evenementen, Natuur- en Groenontwikkeling, Jeugd en Participatie.

## Persoonlijk
Calvo is getrouwd met Jessika Soors, voormalig Kamerlid voor Groen.

## Eretekens

### Ridderorden
| Lint | Land           | Decoratie                                | Referentie |
| ---- | -------------- | ---------------------------------------- | ---------- |
|      | België (ordes) | Ridder in de Leopoldsorde (23 juni 2019) | [ 13 ]     |

## Publicaties
- F*ck de zijlijn, verschenen oktober 2015, uitgeverij Borgerhoff & Lamberigts
- Leve politiek, verschenen mei 2018, uitgeverij Borgerhoff & Lamberigts
- Staat van vertrouwen, november 2023, Uitgeverij Ertsberg